# Styrax fraserensis
Styrax fraserensis là một loài thực vật có hoa thuộc họ Styracaceae. Đây là loài đặc hữu của Malaysia. Chúng hiện đang bị đe dọa vì mất môi trường sống.